# Henri Simon
Henri Simon, född 25 november 1922 i Rozay-en-Brie, död 16 december 2024, var en fransk marxist och tidigare medlem av bland annat Socialisme ou Barbarie. Simon, som var förespråkare av rådskommunism, var sedan 1975 medlem av Échanges et mouvement.
År 1962 bildades Informations et correspondances ouvrières (ICO). I och med studentrevolten 1968 ökade gruppens medlemsantal från tio till omkring hundra. Med tiden blev Simon alltmer missnöjd med ICO:s inriktning och lämnade organisationen.